# Rutardo di Magonza
Rutardo di Magonza (XI secolo – 2 maggio 1109) fu arcivescovo di Magonza dal 1089 al 1109.
Proveniva da una famiglia di funzionari dell'arcivescovo di Magonza, che risiedeva in Turingia ed nel Rheingau.
In un primo momento schierato dalla parte dell'imperatore, si dedicò alla riforma del papato e fu fortemente coinvolto nella caduta di Enrico IV a favore di Enrico V.

## Biografia

### Primi anni, l'ascesa alla cattedra di Magonza e l'adesione al partito imperiale
Egli entrò nell'Ordine benedettino e nel 1080 divenne abate dell'abbazia di San Pietro ad Erfurt. Su sollecitazione di Enrico IV nel 1089 venne scelto come arcivescovo di Magonza. Fedele al re ed orientato alla riforma della Chiesa, appoggiò l'antipapa Clemente III insediato dall'imperatore e per questo venne bandito da papa Urbano II. Arnoldo, nominato vescovo di Costanza dall'imperatore, venne respinto dalla popolazione, fedele al vescovo papale Gebeardo III della stirpe degli Zähringen. Impossibilitato a ricevere la consacrazione a vescovo a Costanza Arnoldo, su richiesta di Rutardo e per mezzo dell'antipapa Clemente III, venne consacrato a Ravenna.
I suoi rapporti con il trainante capitolo del duomo di Magonza erano buoni. Nel segno della riforma di Hirsau, egli fondò o promosse la fondazione di numerose abbazie, parte delle quali furono trasformazioni di istituzioni di canonici. Fra le principali vi furono le abbazie di San Giustino ad Höchst, Comburg, Johannisberg, Marienstein, Bursfelde, Lippoldsberg e Disibodenberg.
La potenza secolare degli arcivescovi venne rafforzata con la rimozione della stirpe dei Rheingrafen dai dintorni di Magonza ed il loro posto venne preso da funzionari dell'arcivescovado.

#### Pogromantiebraici
Durante il suo periodo di arcivescovato, egli fu anche cancelliere imperiale. Durante il periodo di quest'incarico 1096 ebbe luogo la cosiddetta "crociata tedesca del 1096", nella quale i crociati in partenza per la Terra santa si diedero a violente persecuzioni contro gli ebrei residenti in Germania. Soltanto a Magonza ne vennero uccisi circa un migliaio. Rutardo non intervenne molto attivamente contro i colpevoli, ma costrinse successivamente i sopravvissuti a ricevere il battesimo. Con questo egli si pose contro Enrico IV, che era rimasto fedele alla sicurezza degli ebrei. Quando egli si rifiutò di lasciar ritornare alla fede originale gli ebrei battezzati e di restituir loro i beni confiscati, perse il favore dell'imperatore.

### Il passaggio al partito papale e l'opposizione ad Enrico IV

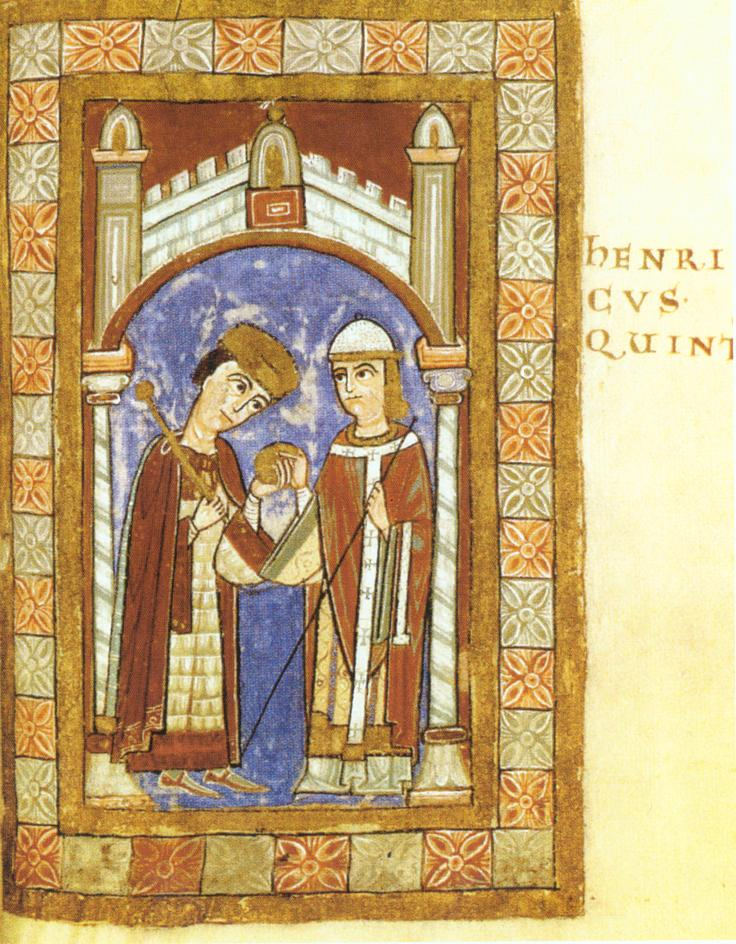
L'arcivescovo Rutardo di Magonza consegna ad Enrico V la sfera

Rutardo fuggì nel 1098 in Turingia, dove era forte l'opposizione della nobiltà all'imperatore e seguì papa Urbano II. L'antipapa Clemente condannò Rutardo, vietò agli appartenenti alla Chiesa di Magonza ogni contatto con Rutardo con minaccia di anatema e revocò il dovere di obbedienza all'arcivescovo, sollecitando l'elezione di uno nuovo. Da parte sua papa Urbano II tolse il bando. Non vi fu scelta di un nuovo arcivescovo. Egli diresse dalla Turingia la sua diocesi e nel 1102 venne anche coinvolto nella nuova scelta del vescovo di Halberstadt.
Nel 1105 sostenne la ribellione di Enrico V e fu fortemente coinvolto nella caduta di Enrico IV. Egli riconobbe ormai il primato papale nei confronti dell'imperatore. Contemporaneamente si considerava la prima autorità fra quelle laiche e spirituali. Con l'assemblea dei principi del 5 gennaio 1106 fu lui a consegnare le insegne imperiali ad Enrico V, però fu il legato pontificio che lo consacrò.

### I rapporti con papa Pasquale II
Sebbene papa Pasquale II avesse riconosciuto Rutardo esplicitamente e fosse interessato a mantenere con lui buoni rapporti, Rutardo si procurò la riprovazione del papa. Così egli consacrò, contro il volere del papa, Reinardo di Blankenburg vescovo di Halberstadt, sebbene il papa non ne avesse esplicitamente confermata l'approvazione, poiché aveva ricevuto l'investitura da un laico.
Anche il reinsediamento del vescovo suffraganeo Udo di Gleichen-Reinhausen, senza approvazione di un concilio, venne criticata da parte del papa. Rutardo non partecipò ad un sinodo del 1107 e per questo venne sospeso dal papa ed egli accettò questo giudizio senza riserve. A questo riconoscimento incondizionato del potere giurisdizionale del papa seguì il suo reinsediamento.
Egli fu il primo arcivescovo di Magonza ad utilizzare un sigillo proprio come arcivescovo insediato, il che dimostra la sua autocoscienza.